# 56-osok tere (Szombathely)
Az 56-osok tere, egy nyolcszög alakú tér Szombathely belvárosában, a Széll Kálmán utca és a Vörösmarty Mihály utca kereszteződésében. A közterület 2000-ben kapta meg a nevét. A tér fontos választóvonal a Széll Kálmán utca építészetében, a Savaria Nagyszállótól idáig épült ki az eklektikus, neobarokk és szecessziós stílusú palotasor az 1900-as évek első két évtizedében. A palotasor az első világháború kitörése után nem épült tovább, így innen az Éhen Gyula térig már kevésbé egységes arculatú, modernebb épületsor épült ki.
Ahogy a Széll Kálmán utca a budapesti Andrássy út, az '56-osok tere az Andrássy út és a Teréz körút kereszteződésében található Oktogon mintájára épült, a nyolcszög alakú téren négy épület található.

## Története
Szombathely az 1890-es években jelentős vasúti csomóponttá vált, a felgyorsuló városiasodás következtében épült ki a vasútállomástól a belváros felé vezető sugárút, a Széll Kálmán utca, az azt keresztül szelő villamosvonal-hálózat, illetve az út mentén a palotasor. A budapesti Andrássy út mintájára kiépült sugárút közepére nyolcszög alakú teret tervezett a városvezetés. Eredetileg a palotasor elért volna az egykori vasútállomásig (ma az Éhen Gyula tér déli oldala), az első világháború kitörésével azonban sosem épült tovább a Vörösmarty Mihály utcán túl eső rész irányába. A palotasor felőli oldalon lévő két épület a Magyar Államkincstár Vas Megyei Igazgatóságának épülete és az úgynevezett Trummer-palota.
A tér elsőként felépült épülete a Trummer-palota. A bérházat Trummer János, helyi ácsmester és malomépítő tervei alapján építették a tér északnyugati oldalára. A második ma is látható épület már 1923-ban épült, a Magyar Nemzeti Bank szombathelyi fiókjaként, Hübner Tibor terveiből. Jelenleg az épület a Magyar Államkincstár Vas Megyei Igazgatóságának székhelye. Az egyre romló állapotú épületen 90 év után 2013-ban cseréltek tetőt, majd 2020-ban az épület teljes felújításon esett át.
A tér másik oldalán később épültek fel a ma látható házak, az északi oldalon lévő, 27-es házszámot viselő ház az 1956-os forradalom idején a Szombathelyi Forradalmi Nemzetőrség épületeként működött. November 4-én egy tank jelent meg a téren, az Államvédelmi Hatóság pedig tizenkét nemzetőrrel végzett. 1989-ben az épület bejáratánál 1956-os emlékművet avattak fel, amelyről a tér mai nevét is kapta.

## Közlekedés

### Autó
A Széll Kálmán utca egyirányú az Éhen Gyula tér irányában. Az '56-osok teréig két sávban lehet haladni, majd egysávosra szűkül. A Vörösmarty Mihály utcára ki lehet kanyarodni, ahol két sávban lehet a 11-es Huszár út, egy sávban pedig a Szentmárton felé közlekedni.

### Busz
A szombathelyi helyi járatok közül több is megáll a tér Államkincstár felőli oldalán, a Vasútállomás felé az 1C, 1U, 2A, 5, 7, 12, 12B, 21, 21A, 21B, 22, 26, 27 és a 29A; a Minerva lakópark felé a 6, 6A és a 35; Kámon felé pedig a 30Y jelzésű autóbuszokkal lehet közlekedni.

### Villamos
Az 1974-ben megszűnt szombathelyi villamosvonal-hálózat megállt az '56-osok terén is, a megálló neve hivatalosan Vörösmarty utca volt.

## Galéria
- Emlékmű
- Emléktábla